# 循化事件
循化事件是1958年4月發生在第十世班禪喇嘛故鄉、中国青海省循化撒拉族自治縣的藏族和撒拉族暴動。中國共產黨稱為「循化撒拉族自治縣反革命武裝叛亂事件」。循化縣的民眾因為不滿當地甚受敬重的加乃化仁波切被軟禁，以及財產被收歸國有，因此殺死工作組組長等人。中共出動解放軍鎮壓，四小時內平息了事件。這個事件雖然只是一個地方性衝突，但對中国後來的民族政策產生了巨大影響。

## 背景
1952年，循化縣的11個鄉除了4個藏族鄉外，已經完成了土地改革运动。1955年7月31日，毛澤東在中共中央召集的省委、市委、自治区党委书记会议上作报告，嫌農業合作化速度太慢，指責某些干部是「小腳女人」。青海省委書記高鋒從北京返回，馬上訂出一系列高指標，循化縣高速實現了農業合作化，结果是当地农牧民失去对农田牲口等私产的处置权以及承担巨大征收压力。1955年10月，中共七屆六中全會通過了《關於農業合作化問題的決議》，要求到1958年春在全國大多數地方普及初級農業生產合作，實現半社會主義合作化。強制推行「合作化」在四川引發藏民暴動，使一些高層人士不安。1956年6月，出生在循化、時任青海省副省長的喜饒嘉措在第一屆全國人大第三次會議上發言，建議「在合作化高潮中要注意民族特點」；1957年7月，他再次對中共建言，希望「重視藏族地區特點，慎重進行社會改革」，並提出「試辦藏民牧業合作社更應『寧寬勿緊』」，「減免寺院和喇嘛的農牧業稅」等具體建議，但在席捲全國的「合作化」風潮中，他的建議沒有絲毫影響。
1958年，在“大跃进”和“反右”運動的影響下，青海提出将“民主革命和社会主义革命两步并作一步走”的口号，要“在社会主义革命的同时，彻底完成民主革命的任务”。1958年3月，青海省委副書記朱俠夫在中共青海省第2屆委員會第5次全會作總結報告，報告批判「右傾機會主義分子」，原青海省長孫作賓同時提出「積極廣泛的開展畜牧業生產高潮」，要求「五年內完成畜牧業的社會主義改造」，全省各地制定出具體指標，開始在牧區推行「社會主義改造」，強辦牧業合作社。為了「防叛」，根據中央的指示，青海省委于1958年4月14日通知自治州和自治縣「採取開會學習等方式，將少数民族上層人士集中控制起來」。
當時循化縣的4個藏族鄉里，噶楞、溫都和道幃3個農業鄉在1956年已經成立了高級社，以牧業為主的岗察乡就成了推動「牧業合作化」的主要對象。

## 經過
加乃化仁波切曾擔任第十世班禪喇嘛的老師，當時是循化縣副縣長，在當地深受民眾敬仰。1958年4月，循化溫都寺（又譯「文都大寺」）的加乃化仁波切等上層人士被請到縣城去參加「學習班」，不准離開。

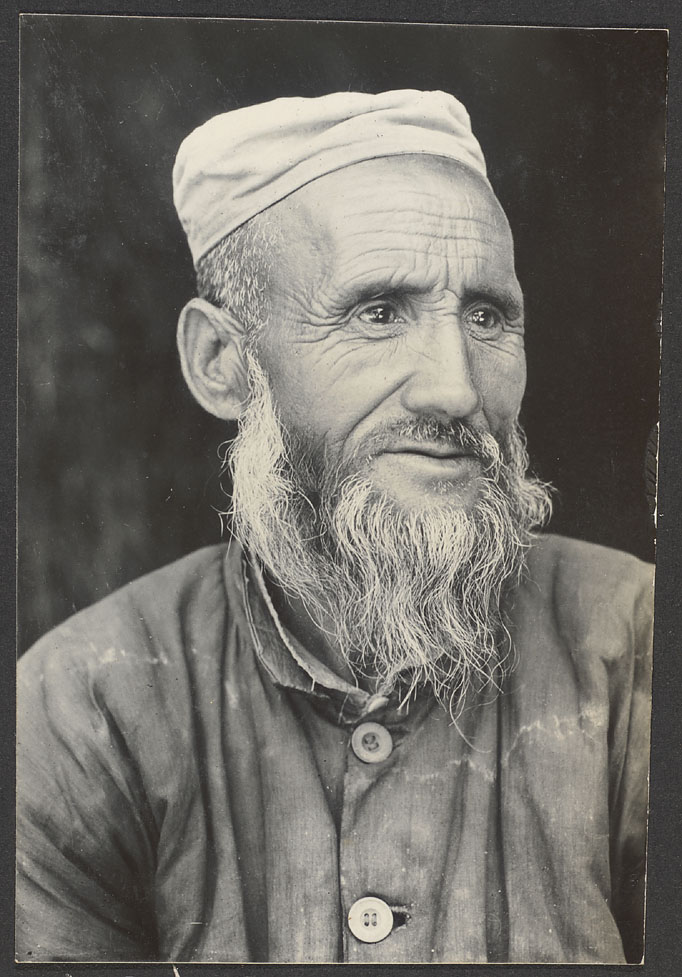
1933年循化縣的撒拉族男性

1958年4月17日，岗察乡牧主奴日洪布帶領民眾抗拒合作化，同時要求釋放加乃化仁波切。中共指称，民眾扣押鄉黨支部書記，砍斷電線杆，次日抗議升級為武裝衝突，工作組組長被打死。接著，撒拉族頭人也率領撒拉族民眾加入。4月24日，各族民眾共4000多人在撒拉族頭人韓乙奴和阿訇韓乙四夫的帶領下包圍縣城，其間發生毆打幹部，搶劫商店等暴力行為。
循化事件的範圍包括循化縣的七個鄉，其中除了岗察乡外，都已經實行了合作化。中共官方文件指地主、富農與富裕中農趁機從農業生產合作設取回牲口與農具。据事后青海省委的报告，當地有超過2/3的黨員與共青團員也參加了反抗活動，其中近半數的黨員與共青團員參加了對縣城的围堵。事後這些人中有人被指控為「骨幹份子」與「趁機搶劫國家財物」。
4月25日拂曉，解放軍步兵第55师163、165兩個團共約四個營、55师工兵營、砲兵306團一個混合砲兵營，以及循化縣兩個民兵騎兵營奉命渡過黃河，圍殲「叛匪」。韓乙奴和阿訇韓乙四夫得到解放軍進攻的消息，已經率領武裝人員在夜裡逃走，被解放軍包圍的实际上是要求釋放加乃化仁波切的民眾。解放軍趕到後，在沒有遭到抵抗的情況下，攻擊民眾。在4小時內，民眾死傷719人，其中435人被擊斃。 由於對手是平民，解放軍沒有傷亡，死亡的15名幹部和民兵是中共派出解放軍前被殺。財產損失約90萬元人民幣，包括糧食、油、現金，以及約兩百棟房屋受損。
戰事結束後，中國政府展開搜捕，一個下午就「俘敵」2499人，其中包括1581名撒拉人，537名藏人，38名漢人和343名回人。循化縣當時人口僅有11,000人。
當日，加乃化仁波切得知消息，在「學習班」裡悲憤自殺。中共宣稱他是「循化事件」的組織者，他的死亡是「畏罪自殺」。至於他如何組織「叛亂」的詳情，中共至今沒有公佈。

## 後續發展與影響
中共並不將此事件看成民族問題，而是看成階級鬥爭問題。毛澤東批示支持青海省委的鎮壓，並要西藏準備鎮壓群眾反抗，認為這是提早「解放」西藏人民的機會。
中共中央批转青海省委《关于循化撒拉族自治县反革命武装叛乱事件的教训的报告》的批语中首次提出“民族问题的实质是阶级问题”这一论断。
依據中國官方史料，在1958-1959年間，青海一共抓捕了52,000人。許多人為了躲避解放軍的鎮壓而逃到拉薩，使拉薩聚集了一批反政府力量。許多人後來參與了1959年藏区骚乱。